# Pattukkottai
Pattukkottai es una ciudad y municipio situada en el distrito de Thanjavur en el estado de Tamil Nadu (India). Su población es de 73135 habitantes (2011). Se encuentra a 51 km de Thanjavur y a 67 km de Kumbakonam.

## Demografía
Según el censo de 2011 la población de Pattukkottai era de 73135 habitantes, de los cuales 36386 eran hombres y 36749 eran mujeres. Pattukkottai tiene una tasa media de alfabetización del 89,25%, superior a la media estatal del 80,09%: la alfabetización masculina es del 93,85%, y la alfabetización femenina del 84,72%.